# Gai (Armavir)
Pour les articles homonymes, voir Gai.
Gai (se prononce Gaï) ou Gay (en arménien Գայ ; jusqu'en 1978 Khatunarkh) est une communauté rurale du marz d'Armavir, en Arménie. Elle compte 3 507 habitants en 2009. La ville a été ainsi nommée en hommage à Haïk Bjichkian (Gaya Gaï).